# سرود ملی سودان جنوبی
ساوت سودان اویی به معنی "سودان جنوبی سلام، سرود ملّی سودان جنوبی است. 

## تاریخچه
«کمیتهٔ سرود ملی سودان جنوبی» وابسته به جنبش آزادی‌بخش خلق سودان برای انتخاب سرود ملی این کشور در اوت سال ۲۰۱۰ و قبل از همه پرسی ژانویه سال ۲۰۱۱ که منجر به جدایی و استقلال این کشور از کشور سودان درتاریخ نهم ژوئیه سال ۲۰۱۱ شد اقدام به برگزاری مسابقه‌ای کرد و پس از بررسی ۴۹ سرود ارسالی مختلف سرود سودان جنوبی سلام (به انگلیسی: south sudan oyee) را به عنوان سرود ملی این کشور انتخاب کرد. سپس آهنگ این سرود توسط استادان و دانشجویان دانشگاه جوبا ساخته و در روز نهم ژوئیه سال ۲۰۱۱ در حضور سالوا کییر اولین رئیس جمهور این کشور اجرا شد

## متن سرود
- متن سرود:[۵]